# Astomella oldroydi
Astomella oldroydi är en tvåvingeart som beskrevs av Evert I. Schlinger 1959. Astomella oldroydi ingår i släktet Astomella och familjen kulflugor.
Artens utbredningsområde är Vietnam. Inga underarter finns listade i Catalogue of Life.